# Дю Чер Хо
Дю Чер Хо, другой вариант — Дю Чер-Хо (13 февраля 1906 года, уезд Ивон, провинция Южный Хамгён, Корея — 24 августа 1989 год, Ессентуки, Ставропольский край) — звеньевой колхоза имени Димитрова Нижне-Чирчикского района Ташкентской области, Узбекская ССР. Герой Социалистического Труда (1951).

## Биография
Родился в 1906 году в крестьянской семье в одном из населённых пунктов провинции Южный Хамгён, Корея. В 1918 году окончил начальную школу в Корее. В 1922 году вместе с родителями переехал в Северную Маньчжурию, откуда в 1923 году переселился на российский Дальний Восток. Проживал в Сучанском районе, где трудился в сельском хозяйстве (1924—1929).
В 1929 году был призван в Красную Армию. Служил в 76-м Карельском стрелковом полку в Никольск-Уссурийске. Член ВКП(б). После службы обучался в Корейской партийной школе, которую окончил в 1933 году. С 1934 года — заведующий партийным кабинетом политотдела Посьетовской МТС. Потом работал в отделе пропаганды Посьетовского райкома ВКП(б) (1934—1937).
В 1937 году депортирован в Ташкентскую область. Трудился учителем средней школы № 12 в селе Той-Тюбе Средне-Чирчикского района (1937—1939). В 1941 году окончил Ташкентский педагогический институт. Трудился заместителем председателя, парторгом, учителем в школе колхоза имени Пушкина Средне-Чирчикского района (1941—1946). Потом работал в колхозе «Трудовик» Нижне-Чирчикского района (1946—1948), звеньевым в колхозе «Авангард» Нижне-Чирчикского района (1948—1950), колхозе имени Димитрова Нижне-Чирчикского района (1950—1952).
В 1952 году звено Дю Чер Хо собрало 123,1 центнеров зеленцового стебля кенафа на участке площадью 5 гектаров. Указом Президиума Верховного Совета СССР от 17 июля 1951 года «за получение в 1950 году высоких урожаев зеленцового стебля кенафа на поливных землях при выполнении колхозами обязательных поставок и контрактации сельскохозяйственной продукции, натуроплаты за работу МТС и обеспеченности семенами всех культур для весеннего сева 1951 года» удостоен звания Героя Социалистического Труда с вручением ордена Ленина и золотой медали «Серп и Молот».
Потом трудился учётчиком хлопководческой бригады в колхозе «Полярная звезда» Средне-Чирчикского района (1952—1953). В 1953 году переехал в село Карджин Северной Осетии, где трудился рисоводом, учётчиком в местных колхозах «III Интернационал», имени Ленина, имени Сталина (1953—1958). С 1959 по 1961 года — рядовой колхозник, бригадир овощеводческой бригады в колхозе имени Ленина Ставропольского края.
С 1962 года проживал в городе Ессентуки, где скончался в 1989 году. Похоронен на Центральном городском кладбище.
Награды
- Герой Социалистического Труда
- Орден Ленина
- Медаль «За доблестный труд в Великой Отечественной войне 1941—1945 гг.»